# مانفريد والتر
مانفريد والتر (بالألمانية: Manfred Walter)‏ (31 يوليو 1937 فورتسن ألمانيا - ) هو لاعب كرة قدم ألماني يلعب كمدافع، شارك في الألعاب الأولمبية الصيفية 1964.

## روابط خارجية
- مانفريد والتر على موقع قاعدة بيانات كرة القدم.إي يو (الإنجليزية)
- مانفريد والتر على موقع بيانات كرة القدم. دي إي (الألمانية)
- مانفريد والتر على موقع ناشيونال فوتبول تيمز (الإنجليزية)
- مانفريد والتر على موقع عالم كرة القدم.نت (الإنجليزية)
- مانفريد والتر على موقع اللجنة الأولمبية الدولية (الإنجليزية)
- مانفريد والتر على موقع أوليمبيديا (الإنجليزية)